# Waiotahi (fleuve)
Le fleuve Waiotahe  (en anglais : Waiotahe River, autrefois la rivière Waiotahi ) est un cours d’eau de la  Baie de l'Abondance dans l’Île du Nord de la Nouvelle-Zélande.

## Géographie
Il s’écoule vers le nord à partir de son origine à l’ouest d’Oponae pour atteindre la Baie de l'Abondance ou Bay of Plenty à 5 km à l’ouest de Opotiki. 

## Étymologie
Le 27 août 2015, le nom historique erroné de Waiotahi" fut corrigé  pour remettre le nom original Māori de "Waiotahe"